# 彼得罗·安诺尼
彼得罗·安诺尼（義大利語：Pietro Annoni，1886年12月14日—1960年4月19日），意大利男子赛艇运动员。他曾代表意大利参加1920年夏季奥林匹克运动会赛艇比赛，获得男子双人双桨银牌。